# Cibolacris crypticus
Cibolacris crypticus är en insektsart som först beskrevs av Joyce Winifred Vickery 1969.  Cibolacris crypticus ingår i släktet Cibolacris och familjen gräshoppor. Inga underarter finns listade i Catalogue of Life.